# Amandus Ivanschiz
Amandus (Matthias Leopold) Ivanschiz (baptisé le 24 décembre 1727 et mort en 1758), est un compositeur autrichien du début de la période classique et un membre de l'ordre des Pères paulins.
D'autres orthographes de son nom de famille adoptées dans la littérature musicologique slave ("Ivančić" ou "Ivančič") ne sont pas prouvées par les sources historiques.

## Biographie
Son père Mathias Josephus venait du village de Baumgarten (actuellement dans le Burgenland autrichien) habité par une minorité croate. Amandus a été baptisé le 24 décembre 1727, sous le nom de baptême Matthias Leopold, à Wiener Neustadt, une petite ville située à environ 50 km au sud de Vienne.
Il entre dans l'ordre des Pères paulins de sa ville natale et choisit le nom d'Amandus probablement vers la fin de 1742. Après son noviciat au monastère de Ranna à l'âge de 16 ans (25 décembre 1743), il prononce ses vœux monastiques. Il étudie ensuite à Maria Trost et à Wiener Neustadt, où il est ordonné prêtre le 15 novembre 1750. Entre 1751 et 1754, il séjourne à Rome comme assistant du procureur général de l'ordre, d'où il retourne à Wiener Neustadt. En 1755, il est de nouveau envoyé au monastère de Mariatrost, où il meurt en 1758, à l'âge de 31 ans.

## Œuvre
Malgré son décès précoce, Ivanschiz a laissé derrière lui un nombre remarquable de compositions. Sa production comprend environ 20 symphonies, 15 trios à cordes, 17 messes, 13 litanies, 7 courtes cantates (chacune nommée "Oratorium"), 9 arrangements d'antiennes mariales, 8 airs et duos sur des textes non liturgiques, des vêpres et un Te Deum. Certaines de ces œuvres ont survécu à quelques exemplaires, voire une dizaine d'exemplaires, que l'on retrouve aujourd'hui dans de nombreux pays d'Europe, tels que l'Autriche, la Belgique, la Croatie, la République tchèque, l'Allemagne, la Hongrie, la Pologne, la Slovaquie, la Slovénie, la Suède et la Suisse. Cela prouve que la musique du Père Amandus était connue d'un large public et le place parmi les moines-compositeurs les plus populaires du XVIIIe siècle.
L'œuvre d'Ivanschiz attire l'attention en raison de son langage musical moderne, appartenant clairement au style préclassique (style galant). Il est l'un des premiers compositeurs autrichiens à utiliser systématiquement un cycle en quatre mouvements dans ses symphonies, une forme que l'on retrouve dans la moitié de ses œuvres conservées dans ce genre. Il a également été l'un des premiers compositeurs à écrire des trios à cordes pour violon, alto alto et basse (violoncelle), c'est-à-dire la partition caractéristique d'un trio à cordes classique. Ses compositions instrumentales montrent un développement progressif du cadre typique de la forme sonate.